# 立山一馬
立山 一馬（たてやま かずま、1947年8月19日 - ）は、熊本県出身の元競艇選手。

## 来歴
1967年11月の芦屋開催でデビューし、玄人受けする内捌きで、地元の大阪では根強い人気があった。1978年と1980年には地元住之江で行われた笹川賞競走で優出を果たし、1978年の第5回は彦坂郁雄の2着に入った。1994年と1996年には高松宮記念特別競走を勝ち、1994年に地元住之江で行われた第4回GC決定戦競走では優出。本番では1号艇を引き、3号艇の井上利明が立山のインを奪うとスタンドが沸いた。次に沸いたのがスローが起こした直後で、3コース高山秀則の艇が進まず、2コースになった立山が意地で捲って行くが流れる。カド4の林通が差し抜けたが、更に最内を三角哲男が、あわや出遅れ返還の高山まで回して差す。一気に伸ばした三角は2マークを先取りし、林に差し返されたが、ホームでまたもや強烈に伸ばして林を抑え込む。三角はSG初優勝を果たし、立山は5着に終わっている。2005年5月22日のびわこ一般戦「JLC杯」で最後の優勝（1号艇1コースから逃げ切り）を挙げ、2009年1月12日の大村一般戦「日刊スポーツ杯」で最後の優出（6号艇3コース進入で4着）を決めた。同年5月9日の唐津一般戦「日刊スポーツ杯」5日目8Rで最後の勝利となる通算2256勝目（6号艇1コース進入）を挙げ、翌10日・最終日8Rが最後の出走（1号艇1コース進入で2着）となった。
引退後は住之江場内FM「アクアライブステーション」解説者を務め、スポーツ報知で予想コラム「酔笑（すいしょう）舟券」も連載中。10年以上も住之江のレースを見続けているほか、サンテレビ「ボートの時間!」に出演して永島知洋と漫才さながらのやり取りをしたり、YouTube
のBOATRACE住之江公式チャンネル内のレース中継では「カズマdeナイト」という企画が設けられるなど、トークも受けている。
2010年にはボートレース殿堂マイスター入りを果たす。

## 獲得タイトル
- 1985年 - 尼崎開設33周年記念競走
- 1994年 - 高松宮記念特別競走
- 1996年 - 高松宮記念特別競走、福岡開設43周年記念競走